# Canoagem nos Jogos Olímpicos de Verão de 2020 - Slalom K-1 feminino
A competição do slalom K-1 feminino da canoagem nos Jogos Olímpicos de Verão de 2020 ocorreu nos dias 25 e 27 de julho de 2021 no Centro de Canoagem Slalom Kasai, em Tóquio. Um total de 27 canoístas, cada um representando seu Comitê Olímpico Nacional (CON), participaram do evento.

## Qualificação
Cada CON poderia qualificar apenas um barco no evento do slalom K-1 feminino. Um total de 24 vagas estavam disponíveis, alocadas conforme o seguinte:
- 1 vaga para o país-sede, Japão
- 18 vagas concedidas através do Campeonato Mundial de Canoagem Slalom de 2019
- 5 vagas concedidas através de torneios continentais, sendo 1 por continente

Três canoístas adicionais competiram por terem se classificado para o C-1 feminino, totalizando 27 inscritas.
As vagas de qualificação foram concedidas ao CON, não a canoísta que conquistou a vaga.

## Formato

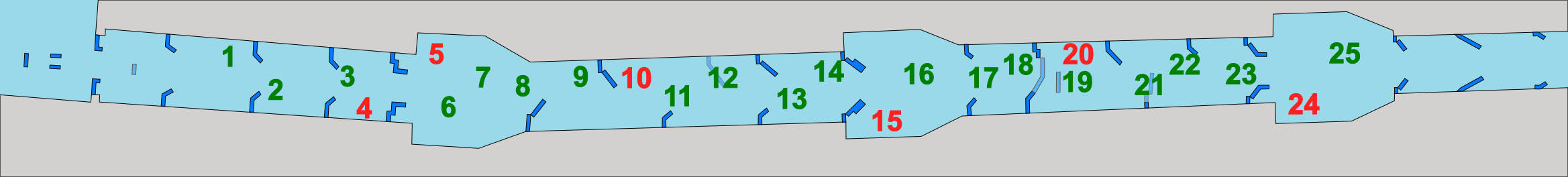
Posições das portas para as eliminatórias

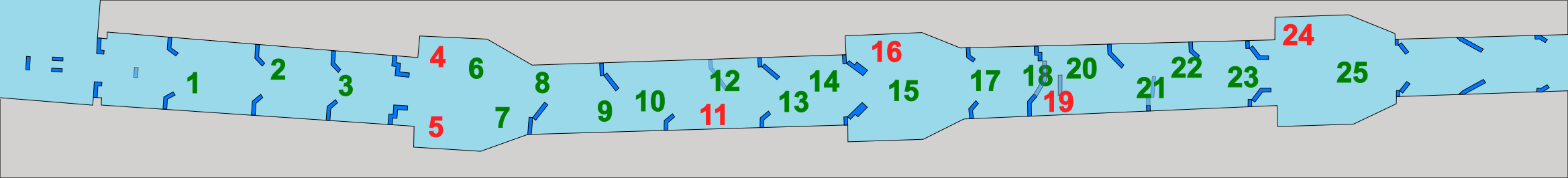
Posições das portas para a semifinal e final

As provas olímpicas da canoagem slalom utiliza um formato com três fases: eliminatórias, semifinal e final. Nas eliminatórias, cada canoísta tem duas descidas no percurso com o melhor tempo sendo considerado. As 24 melhores avançam à semifinal. Na semifinal, a canoísta tem uma única descida; as 10 melhores avançam à final. Os três melhores tempos na final em descida única conquistam as medalhas de ouro, prata e bronze, respectivamente.
O circuito tem extensão aproximada de 250 metros, com até 25 portões que o canoísta deve passar na direção correta. Penalidades de tempo são adicionadas para cada uma das infrações como passagem pelo lado errado ou toque no portão. As descidas geralmente duram 95 segundos.

## Calendário
Horário local (UTC+9)
| Dia         | Horário | Fase          |
| ----------- | ------- | ------------- |
| 25 de julho | 13:45   | Eliminatórias |
| 27 de julho | 14:00   | Semifinal     |
| 27 de julho | 16:00   | Final         |

## Medalhistas
| Ouro   | GER Ricarda Funk      |
| Prata  | ESP Maialen Chourraut |
| Bronze | AUS Jessica Fox       |

## Resultados
O evento começou com as duas descidas eliminatórias em 25 de julho. Houve um dia de descanso até as disputas de semifinal e final em 27 de julho.
| Pos.              | Bib | Canoísta                  | CON                 | Eliminatórias | Eliminatórias | Eliminatórias | Eliminatórias | Eliminatórias | Eliminatórias | Semifinal   | Semifinal   | Semifinal   | Final       | Final       | Final       |
| Pos.              | Bib | Canoísta                  | CON                 | D1            | Pen.          | D2            | Pen.          | Melhor        | Ordem         | Tempo       | Pen.        | Ordem       | Tempo       | Pen.        | Ordem       |
| ----------------- | --- | ------------------------- | ------------------- | ------------- | ------------- | ------------- | ------------- | ------------- | ------------- | ----------- | ----------- | ----------- | ----------- | ----------- | ----------- |
| Medalha de ouro   | 2   | Ricarda Funk              | GER Alemanha        | 101.90        | 2             | 101.56        | 0             | 101.56        | 2             | 107.96      | 4           | 3           | 105.50      | 0           | 1           |
| Medalha de prata  | 5   | Maialen Chourraut         | ESP Espanha         | 108.25        | 2             | 105.13        | 0             | 105.13        | 5             | 109.92      | 2           | 7           | 106.63      | 0           | 2           |
| Medalha de bronze | 1   | Jessica Fox               | AUS Austrália       | 104.05        | 0             | 98.46         | 0             | 98.46         | 1             | 105.85      | 2           | 1           | 106.73      | 4           | 3           |
| 4                 | 4   | Stefanie Horn             | ITA Itália          | 109.82        | 2             | 104.79        | 0             | 104.79        | 4             | 108.52      | 0           | 4           | 106.93      | 2           | 4           |
| 5                 | 13  | Klaudia Zwolińska         | POL Polônia         | 108.97        | 2             | 110.46        | 0             | 108.97        | 10            | 111.76      | 0           | 10          | 108.98      | 4           | 5           |
| 6                 | 6   | Luuka Jones               | NZL Nova Zelândia   | 110.22        | 4             | 101.72        | 0             | 101.72        | 3             | 108.97      | 2           | 5           | 110.67      | 0           | 6           |
| 7                 | 15  | Martina Wegman            | NED Países Baixos   | 113.29        | 2             | 109.84        | 0             | 109.84        | 12            | 110.74      | 2           | 8           | 111.33      | 0           | 7           |
| 8                 | 12  | Viktoriia Us              | UKR Ucrânia         | 120.09        | 2             | 113.99        | 4             | 113.99        | 17            | 111.53      | 2           | 9           | 111.85      | 0           | 8           |
| 9                 | 14  | Eliška Mintálová          | SVK Eslováquia      | 107.67        | 2             | 117.55        | 10            | 107.67        | 8             | 107.18      | 0           | 2           | 158.36      | 50          | 9           |
| 10                | 10  | Kimberley Woods           | GBR Grã-Bretanha    | 109.63        | 2             | 107.82        | 4             | 107.82        | 9             | 109.00      | 0           | 6           | 177.09      | 56          | 10          |
| 11                | 9   | Viktoria Wolffhardt       | AUT Áustria         | 114.63        | 0             | 112.28        | 0             | 112.28        | 16            | 112.11      | 0           | 11          | Não avançou | Não avançou | Não avançou |
| 12                | 16  | Evy Leibfarth             | USA Estados Unidos  | 125.85        | 2             | 111.70        | 2             | 111.70        | 15            | 112.73      | 0           | 12          | Não avançou | Não avançou | Não avançou |
| 13                | 8   | Ana Sátila                | BRA Brasil          | 108.22        | 2             | 106.82        | 0             | 106.82        | 7             | 114.62      | 0           | 13          | Não avançou | Não avançou | Não avançou |
| 14                | 11  | Marie-Zélia Lafont        | FRA França          | 121.48        | 6             | 110.25        | 2             | 110.25        | 13            | 115.81      | 2           | 14          | Não avançou | Não avançou | Não avançou |
| 15                | 7   | Kateřina Minařík Kudějová | CZE República Checa | 107.87        | 0             | 106.41        | 0             | 106.41        | 6             | 116.15      | 2           | 15          | Não avançou | Não avançou | Não avançou |
| 16                | 18  | Mònica Dòria              | AND Andorra         | 110.57        | 2             | 110.54        | 4             | 110.54        | 14            | 118.15      | 0           | 16          | Não avançou | Não avançou | Não avançou |
| 17                | 21  | Alsu Minazova             | ROC                 | 120.60        | 2             | 115.39        | 4             | 115.39        | 20            | 120.66      | 4           | 17          | Não avançou | Não avançou | Não avançou |
| 18                | 23  | Naemi Brändle             | SUI Suíça           | 230.37        | 100           | 135.00        | 8             | 135.00        | 24            | 121.91      | 4           | 18          | Não avançou | Não avançou | Não avançou |
| 19                | 17  | Aki Yazawa                | JPN Japão           | 129.87        | 8             | 127.91        | 6             | 127.91        | 22            | 124.73      | 0           | 19          | Não avançou | Não avançou | Não avançou |
| 20                | 19  | Li Tong                   | CHN China           | 117.27        | 2             | 114.36        | 2             | 114.36        | 19            | 130.86      | 4           | 20          | Não avançou | Não avançou | Não avançou |
| 21                | 24  | Sofía Reinoso             | MEX México          | 132.89        | 4             | 143.19        | 8             | 132.89        | 23            | 136.34      | 4           | 21          | Não avançou | Não avançou | Não avançou |
| 22                | 22  | Jane Nicholas             | COK Ilhas Cook      | 150.17        | 2             | 120.10        | 4             | 120.10        | 21            | 144.84      | 6           | 22          | Não avançou | Não avançou | Não avançou |
| 23                | 20  | Florence Maheu            | CAN Canadá          | 114.29        | 0             | 135.35        | 2             | 114.29        | 18            | 152.37      | 4           | 23          | Não avançou | Não avançou | Não avançou |
| 24                | 3   | Eva Terčelj               | SLO Eslovênia       | 115.93        | 8             | 109.11        | 2             | 109.11        | 11            | 162.48      | 50          | 24          | Não avançou | Não avançou | Não avançou |
| 25                | 27  | Yekaterina Smirnova       | KAZ Cazaquistão     | 180.46        | 52            | 135.25        | 6             | 135.25        | 25            | Não avançou | Não avançou | Não avançou | Não avançou | Não avançou | Não avançou |
| 26                | 25  | Chang Chu-han             | TPE Taipé Chinês    | 182.95        | 56            | 136.66        | 8             | 136.66        | 26            | Não avançou | Não avançou | Não avançou | Não avançou | Não avançou | Não avançou |
| 27                | 26  | Célia Jodar               | MAR Marrocos        | 171.38        | 14            | 258.46        | 108           | 171.38        | 27            | Não avançou | Não avançou | Não avançou | Não avançou | Não avançou | Não avançou |

Legenda
| Recorde mundial      | Recorde mundial (World record)               |                       | Recorde africano                      | Recorde africano (African) |                                           | Q | Classificado por posição (Qualified) |
| Recorde olímpico     | Recorde olímpico (Olympic record)            | Recorde da América    | Recorde da América (Americas)         | q                          | Classificado por melhor tempo (Qualified) |   |                                      |
| Melhor marca do ano  | Melhor marca do ano (World leading)          | Recorde asiático      | Recorde asiático (Asian)              | DNS                        | Não largou (Did not start)                |   |                                      |
| Recorde nacional     | Recorde nacional (National record)           | Recorde europeu       | Recorde europeu (European)            | DNF                        | Não terminou (Did not finish)             |   |                                      |
| Recorde pessoal      | Recorde pessoal do atleta (Personal best)    | Recorde da Oceania    | Recorde da Oceania (Oceania)          | DSQ / DQ                   | Desclassificado (Disqualified)            |   |                                      |
| Recorde da temporada | Recorde da temporada do atleta (Season best) | Recorde sul-americano | Recorde sul-americano (South America) | NM                         | Sem marca (No mark)                       |   |                                      |